# 762
Раннє Середньовіччя. У Східній Римській імперії триває правління Костянтина V. Більшу частину території Італії займає Лангобардське королівство, Рим і Равенна під управлінням Папи Римського, деякі області на півночі та на півдні належать Візантії. У Франкському королівстві править король Піпін Короткий. Піренейський півострів, окрім Королівства Астурія, займає Кордовський емірат. В Англії триває період гептархії. Центр Аварського каганату лежить у Паннонії. Існують слов'янські держави: Карантанія та Перше Болгарське царство.
Аббасидський халіфат займає великі території в Азії та Північній Африці. У Китаї править династія Тан. В Індії почалося піднесення імперії Пала. У Японії триває період Нара. Хазарський каганат підпорядкував собі кочові народи на великій степовій території між Азовським морем та Аралом. Територію на північ від Китаю займає Уйгурський каганат.
На території лісостепової України в VIII столітті виділяють пеньківську й корчацьку археологічні культури. У VIII столітті тривало швидке розселення слов'ян. У Північному Причорномор'ї співіснують різні кочові племена, зокрема булгари, хозари, алани, авари, тюрки, кримські готи.

## Події
- Засноване місто Багдад, нова столиця Аббасидського халіфату.
- У Медіні та Басрі Аліди підняли повстання проти Аббасидів. До кінця року повстання придушене.
- У Китаї місто Лоян захопили спочатку повстанці, а потім уйгури, яких покликали правителі династії Тан.
- Китайський полководець Лі Фуго убив дружину імператора Су-цзуна. Незабаром помер сам імператор. Новий імператор Дай-цзун стратив Лі Фуго.
- Хозари вчинили напад на Дербент.[джерело не вказане 2190 днів]